# Чиж, Шимон
Шимон Чиж (пол. Szymon Czyż; род. 8 июля 2001, Гдыня, Поморское воеводство) — польский футболист, полузащитник клуба «Ракув».

## Футбольная карьера
Шимон Чиж — уроженец польского города Гдыня. Начинал заниматься футболом в местной команде «Арка». Затем, в четырнадцатилетнем возрасте, игрок перебрался в академию одного из ведущих польских клубов - «Леха». Именно там его обнаружил римский «Лацио», с которым Шимон подписал контракт в 2018 году.
В течение двух лет Чиж занимался в академии и играл за юношеские команды римлян. С сезона 2020/2021 стал привлекаться к тренировкам с основным составом. 28 октября 2020 года Шимон дебютировал в профессиональном футболе в поединке Лиги чемпионов против «Брюгге», выйдя на замену на 68-й минуте вместо Фелипе Кайседо.
Летом 2021 года перешёл в клуб «Варта».

### Сборная
Выступал за юношеские и молодежные сборные Польши.